# Juli Fernández i Iruela
Juli Fernández i Iruela (Pozo Alcón, Andalusia, 3 de desembre de 1962) és un polític i assessor empresarial català d'origen andalús, secretari general del Departament d'Economia i Finances de la Generalitat de Catalunya, diputat al Congrés dels Diputats en la IX Legislatura i al Parlament de Catalunya en la X legislatura i alcalde de Palafrugell del 2011 al 2017 i del 2023 al 2024.

## Biografia
A sis anys va arribar a Palafrugell. Estudià Ciències Empresarials a la Universitat de Girona. Llicenciat en Administració i Direcció d'Empreses i en Dret, ha treballat com a auditor de sistemes de gestió de prevenció de riscos laborals. És soci director d'un despatx professional d'assessorament empresarial.
Militant del PSC, va ser regidor de l'Ajuntament de Palafrugell els períodes del 15 de juny de 1991 al 1995 i de 1999 a 2003. El PSC el nomenà candidat a l'alcaldia a les eleccions de 2003. Arran d'aquests comicis, fou nomenat primer tinent d'alcalde de l'Ajuntament de Palafrugell arran del pacte amb Lluís Medir (L'Entesa). El 2004 va ser secretari de Política Econòmica a l'Executiva de Federació del PSC de les Comarques Gironines. A les eleccions generals espanyoles de 2008 fou elegit diputat al Congrés dels Diputats per la circumscripció de Girona.
El 22 de maig de 2011 fou escollit alcalde de Palafrugell amb un percentatge de vots del 26,98 i amb 6 regidors i el 26 de febrer de 2012 va esdevenir primer secretari general del PSC a Girona en substitució de Joaquim Nadal. Arran de les eleccions de 2012 és diputat al Parlament de Catalunya, càrrec que abandonarà el 2015. El 2014, durant l'etapa de parlamentari català, va presentar el llibre És l'hora de la gent, on proposa un «socialisme transformador» davant de la crisi econòmica i el procés independentista. En el llibre, defensa una reforma constitucional en clau federal, garantir l'estat del benestar i una nova manera de fer política.
El 2015 va ser reescollit alcalde de Palafrugell amb el suport del grup local de Convergència i Unió, càrrec que va perdre el 19 de maig de 2017 després d'una moció de censura a favor de Josep Piferrer votada pel grup municipal d'ERC i quatre dels cinc regidors de CiU, que prèviament havien sortit del govern fruit d'una crisi política.
A les eleccions municipals de 2019, es tornà a presentar com a cap de llista del PSC. Tot i representar la força més votada, va seguir a l'oposició després que la candidatura de Josep Piferrer aconseguís la majoria absoluta del nou ple de l'ajuntament. Va tornar a l'alcaldia el 2023, després d'haver guanyat les eleccions del mateix any i mitjançant un pacte amb Som Gent del Poble.
L'agost de 2024 va anunciar que deixaria l'alcaldia per anar com a Secretari general al Departament d'Economia i Finances de la Generalitat, sota les ordres d'Alícia Romero.